# Kvilda
Kvilda (deutsch Außergefild) ist eine im Okres Prachatice gelegene Böhmerwald-Gemeinde. Sie liegt in der Südböhmischen Region zirka 80 km von deren Hauptstadt České Budějovice entfernt.

## Geografie

### Lage
Kvilda liegt 7 km östlich der Grenze zu Bayern bei Finsterau/Bučina. Der dortige Grenzübergang, der nicht mit Kraftfahrzeugen befahren werden darf, ist bei Touristen sowohl im Sommer als auch im Winter sehr beliebt. Die Quelle der Warmen Moldau, einer der drei Quellflüsse der Moldau, ist von hier bequem zu erreichen (6 km Waldwanderung). Der nächstgelegene Grenzübergang für Kraftfahrzeuge ist Philippsreut an der B 12 bzw. I/4 (Freyung–Strakonice), etwa 22 km südöstlich. 5 km nördlich von Kvilda liegt die Gemeinde Horská Kvilda.

### Gemeindegliederung
Die Gemeinde Kvilda besteht aus den Ortsteilen Bučina (Buchwald), Františkov (Franzensthal), Hraběcí Huť (Grafenhütte), Kvilda und Vydří Most (Wiederbruck). Zu Kvilda gehören außerdem die Wohnplätze Hamerské Domky (Hammerhäuser), Lesní Chalupy (Waldhäuser) und Vilémov (Wilhelmswald) sowie die Wüstungen Chaloupky (Hüttel), Na Mlýnské Mýtině (Froschau, auch Mühlreuterhäuser), Tobiášova huť (Tobiashütte, auch Tafelberger Hütte) und U Tremlů (Tremlhof). Grundsiedlungseinheiten sind Bučina und Kvilda.
Das Gemeindegebiet gliedert sich in die Katastralbezirke Bučina u Kvildy und Kvilda.

### Nachbargemeinden
| Horská Kvilda |                                             | Nové Hutě   |
| Modrava       | Kompassrose, die auf Nachbargemeinden zeigt | Borová Lada |
|               | Mauther Forst (D)                           |             |

## Geschichte

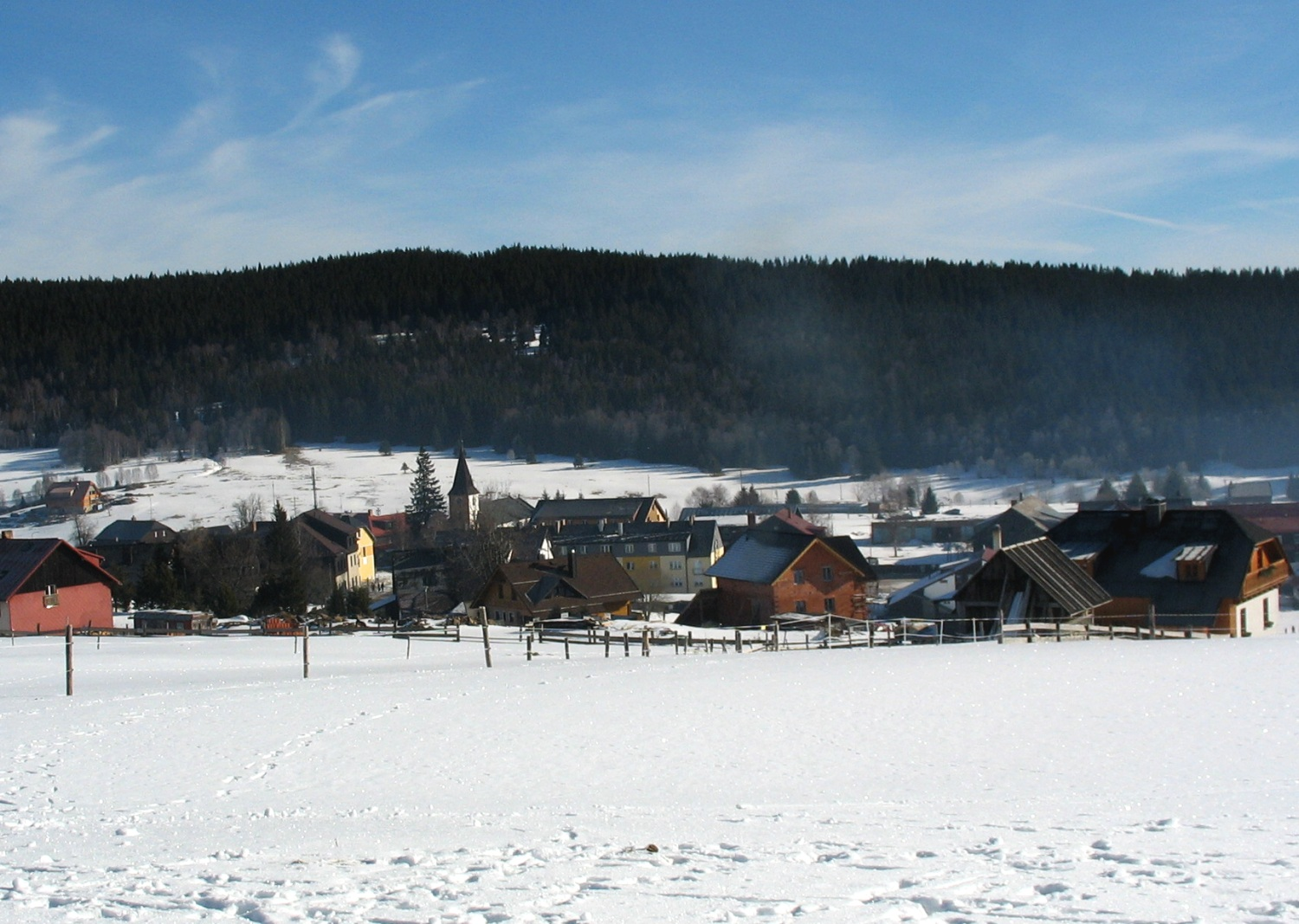
Kvilda im Böhmerwald

Kvilda liegt am Goldenen Steig, an dem es Ende des 15. Jahrhunderts gegründet wurde. Wie viele Gemeinden in dieser Gegend hatte auch Kvilda seit 1794 ein Glaswerk. 1765 wurde die katholische Pfarrkirche St. Stephan gebaut, welche 1889 einem Großbrand zum Opfer fiel. Nach dieser Katastrophe wurden Kvilda und seine Kirche (diese dann im neugotischen Stil) bis 1894 wieder errichtet. Anfang des 19. Jahrhunderts entstanden im Ort zwei Betriebe, die bald weit über die Grenzen des Böhmerwalds hinaus bekannt waren. 1820 begann Peter Strunz wegen der außergewöhnlichen Höhenlage des Ortes Resonanzholz für Musikinstrumente herzustellen und wurde bald zum weltweiten Lieferanten für derartige Spezialhölzer und ihre Weiterverarbeitungsprodukte. Die Firma Strunz siedelte sich nach der Vertreibung 1946 im niederbayerischen Pocking an. Ebenfalls Anfang des 19. Jahrhunderts gründete der aus Kočevje in der Krain stammende Johann Verderber eine Manufaktur für Hinterglasmalerei in Außergefild. Sie produzierte insbesondere Hinterglasbilder mit religiösen Motiven. Nach 1884 wurde diese Hinterglas-Manufaktur von Gabriel Schuster weitergeführt. 
In den Volkszählungen von 1869 bis 1930 wurden zwischen 1426 und 1768 Einwohner in 113 bis 193 Häusern auf dem Gebiet der heutigen Gemeinde gezählt. Wobei um 1000 davon in Kvilda und um 400 davon in Bučina wohnten.
In Franzensthal befand sich während des Zweiten Weltkrieges eine unterirdische Fertigungsstätte der Messerschmitt AG, die 1941 in der ehemaligen Papierfabrik unter dem Tarnnamen Möbelwerke Franzensthal errichtet wurde.
1945/46 wurden die meisten deutschsprachigen Bewohner vertrieben.
In der Volkszählung 1950 wurden 204 Einwohner gezählt. Nach einem kurzen Ansteigen auf 227 Einwohner 1961 ging diese anschließend immer weiter zurück bis auf 163 im Jahr 2011. Diese wohnen praktisch vollständig im Dorf Kvilda. Im Gegensatz dazu steht die Entwicklung im Tourismus. Hier stieg die Anzahl der Übernachtungsmöglichkeiten von 573 Betten in 17 Betrieben im Jahr 2012 auf 634 Betten in 20 Betrieben 2023 an. Die Übernachtungs- und Gästezahlen stiegen im gleichen Zeitraum von 33.019 bzw. 10.369 auf 42.860 bzw. 13.548 an.

## Sehenswürdigkeiten

### Museen
Die Gemeinde Kvilda hat ein ähnliches Heimatmuseum im Rathaus eingerichtet, das wie die Museumsräume in Mauth vor allem an die Tradition des Ortes als Hochburg der Hinterglasmalerei, der Herstellung von Resonanzhölzern für Musikinstrumente und des Skisports und Fremdenverkehrs erinnert.
Im Jahr 2001 legte der Prager Unternehmer und ehemalige Sportler Václav Vitovec in Kvilda den Grundstein für ein von ihm geplantes Museum für den Eisernen Vorhang, das an die bis 1989 von den kommunistischen Regimen Tschechiens und der Sowjetunion hermetisch abgeriegelte Grenze zu Westeuropa erinnern soll. Die Bauarbeiten für das Museum kamen bis 2006 allerdings nicht über die Grundsteinlegung hinaus.

### Bauwerke

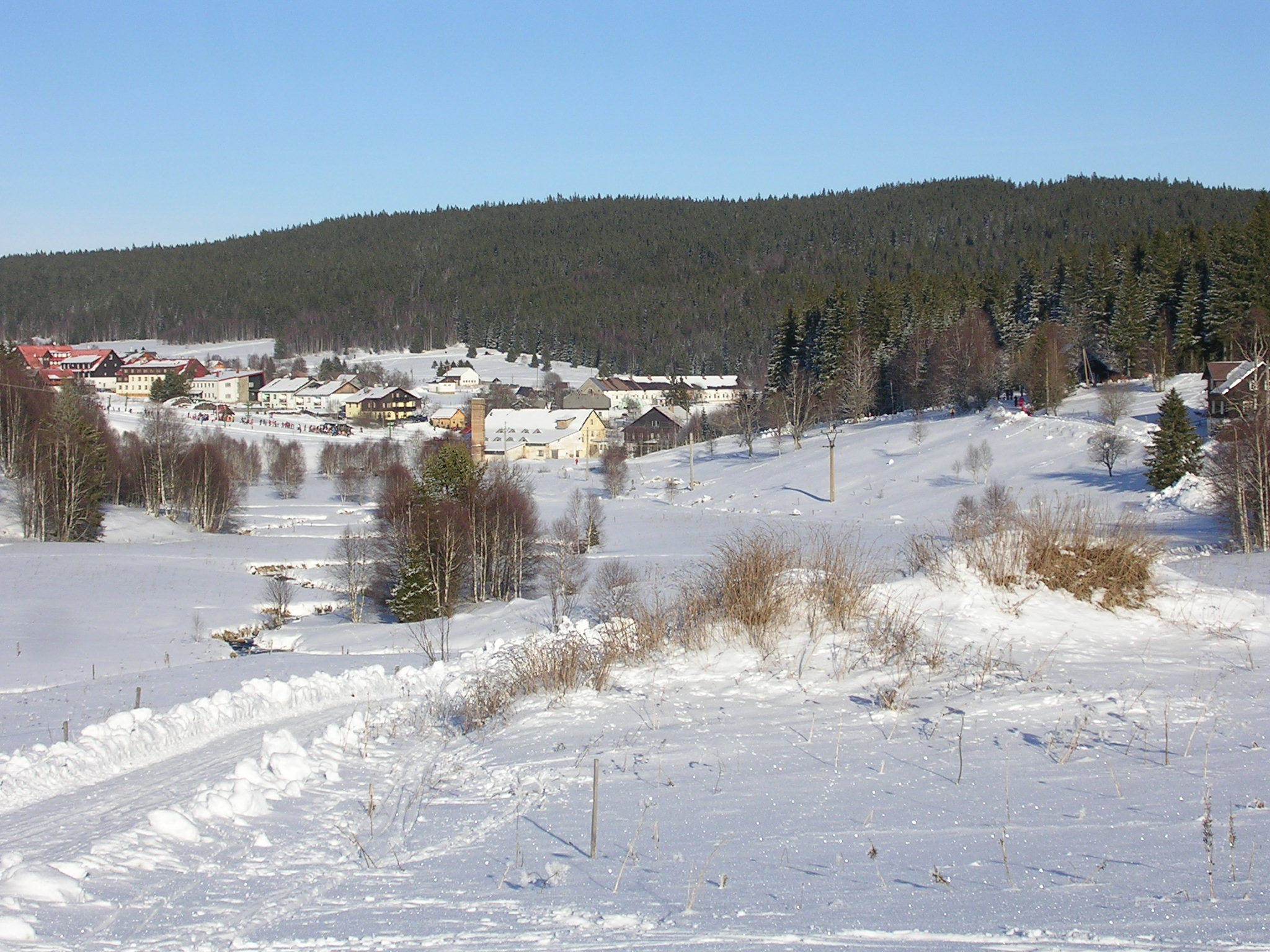
Kvilda bei Schnee

Kvilda ist die erste Ortschaft am Oberlauf der Warmen Moldau. Das Dorf ist auch ein Thema in der sinfonischen Dichtung Die Moldau aus dem Zyklus Mein Vaterland  des böhmischen Komponisten Bedřich Smetana (1824–1884). In einer Melodie werden die tanzenden Elfen in den Moldauauen und mit Tanzmusik (Polka) ein Fest der Menschen beschrieben, die Bauernhochzeit. Heute ist Kvilda Fremdenverkehrsort und touristisches Zentrum des tschechischen Biosphärenreservats Šumava.
Hinter der katholischen Pfarrkirche St. Stephan liegen Reste des Friedhofs, der Anfang der 1980er Jahre fast vollständig beseitigt wurde. Nachdem die Kirche in der Nachkriegszeit verfallen war, wurde sie nach der Wende von 1994 bis 1999 mit Hilfe deutscher Spenden renoviert. In der bayerischen Gemeinde Mauth, etwa 10 km von Kvilda entfernt, gibt es im örtlichen Rathaus ein kleines Heimatmuseum, das vor 1989 von der Gemeinschaft der ehemaligen Außergefilder eingerichtet wurde. Die Gemeinde Mauth richtet alle zwei Jahre ein Heimattreffen der ehemaligen Außergefilder aus, die über das ganze Bundesgebiet verstreut, überwiegend aber im Raum Schwandorf und Regensburg leben.

## Wirtschaft und Infrastruktur

### Tourismus
Der Ort ist ganz auf Wintersport und Sommertouristik ausgerichtet.

### Verkehr
Von Kvilda aus führt der Weg über den Goldenen Steig nach Bayern. 1990 wurde zwischen Kvilda und der bayerischen Ortschaft Finsterau ein Fußgängerübergang eröffnet. Dort existiert auch ein Grenzübergang, der von Radfahrern und Fußgängern benutzt werden kann. Er ist in beiden Ländern durch Buslinien angebunden.